# Musanga cecropioides
Musanga cecropioides (Engels: umbrella tree) is een plantensoort uit de brandnetelfamilie (Urticaceae). Het is een snelgroeiende boom die een groeihoogte van 30 meter kan bereiken. De boom heeft een parapluvormige kroon en een rechte stam. De stam heeft een bleke witachtige of gele tint met een ruwe, korrelige textuur. De samengestelde bladeren zijn handvormig en bestaan uit 11 tot 25 glanzende bladeren. De soort staat op de Rode Lijst van de IUCN geklasseerd als 'niet bedreigd'.
De soort komt voor van tropisch West-Afrika tot in Zuidwest-Oeganda en Angola. Hij groeit daar als pioniersoort in recent gekapte bossen en verder langs rivieren en in moerasbossen.

## Galerij

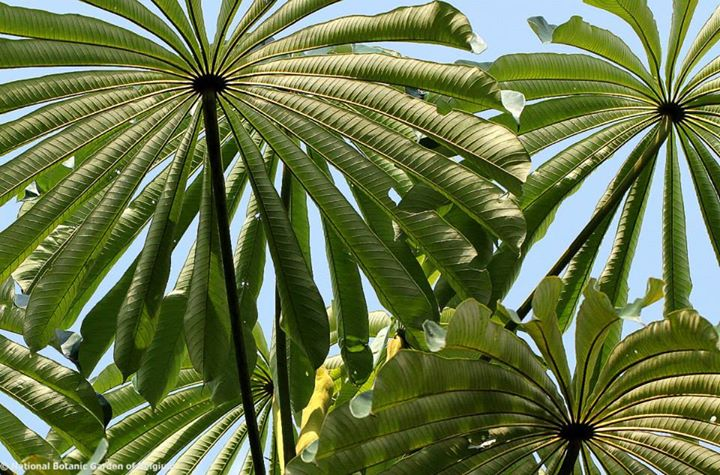
Bladeren
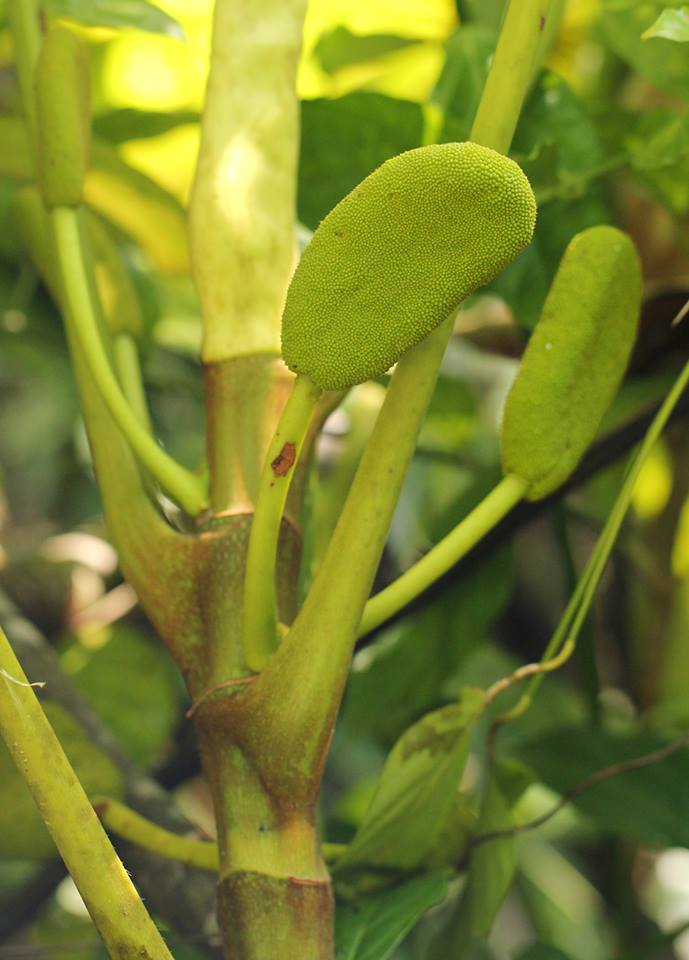
Vrouwelijke bloeiwijze
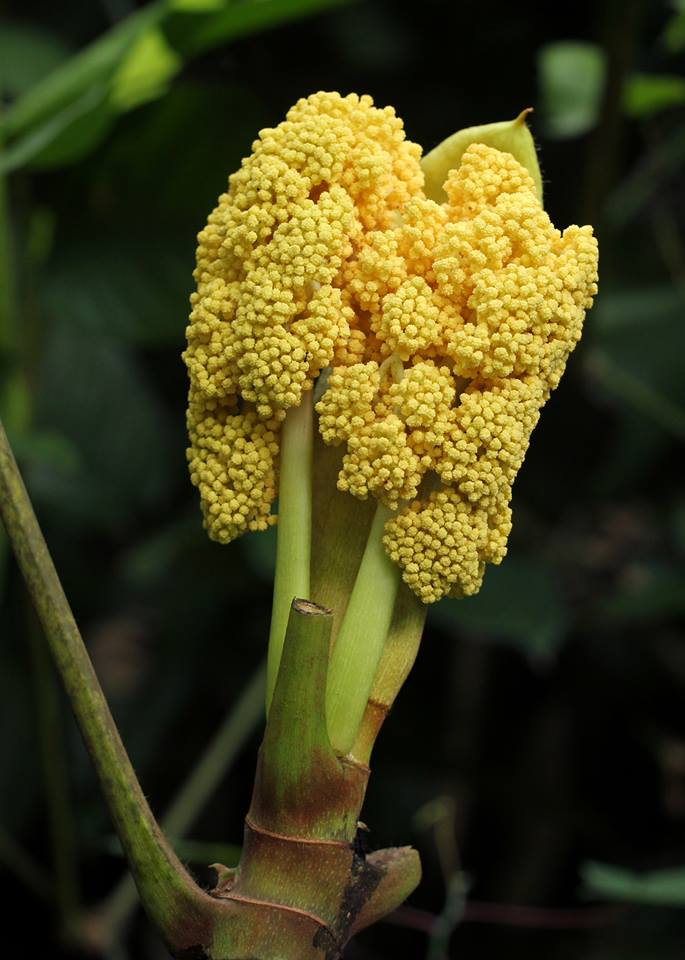
Mannelijke bloeiwijze